# Calender: Mærke- og mindedage for Sophie
Calender: Mærke- og mindedage for Sophie is een compositie van Niels Gade. Het is een muzikale schets van/voor Emma Sophie Hartmann, de dochter van Johan Peter Emilius Hartmann en tevens mevrouw Gade.
Het werkje is niet officieel uitgegeven en bestaat uit drie delen:
1. Solskin in E majeur
2. Ilinger in a mineur
3. Klar himmel – solskin in As majeur